# Bobèche
 (juillet 2022).
 (juillet 2022).
Jean Antoine Anne Mandelard, dit Bobèche, né le 25 février 1791 à Paris et peut-être mort vers 1841, est un paradiste français ayant exercé ses talents principalement sous l’Empire et la Restauration durant laquelle, sa renommée fut immense.

## Biographie

### Jeunesse et famille
Antoine Mandelard naît en 1791 à Paris, fils de Jean Baptiste Mandelard, tapissier du faubourg Saint-Antoine, et de Madeleine Dubé, son épouse. La carte de sûreté délivrée en 1793 à son père indique que ce dernier est né en 1732, sous le nom de Mandelar, à « Marent?, Palatinat ». 
En 1812, devenu « mécanicien », Antoine Mandelard épouse à Livry Marie Marguerite Charpentier, « fille de confiance ».

### Parcours
Bobèche est indissociable de son compagnon Auguste Guérin, dit Galimafré. Ces deux célébrités en leur genre, l’un et l’autre de ces héros de la grosse gaieté et de la farce populaire, deux types de paradistes fameux, qui firent, pendant plus de vingt années, la joie du boulevard du Temple, à l’époque où ce lieu, peuplé de théâtres, de loges d’acrobates, de spectacles et de curiosités de toutes sortes, était le rendez-vous de tout le Paris frivole et désœuvré. Ces deux hommes avaient quitté chacun leur atelier et s’étaient affublés de ces noms singuliers pour embrasser la profession qui devait leur valoir une si grande popularité.
Tout jeune, Mandelard jouait avec Guérin, des parades qui faisaient beaucoup rire leurs compagnons d’atelier, et c’est ce qui les amena à s’engager avec un maître acrobate du boulevard, nommé Dromale. Il devint Bobèche tandis que Guérin devenait Galimafré.
Bobèche était un long garçon, maigre, efflanqué, assez bien de sa personne, qui jouait le rôle de Jocrisse. Il adopta, sur les tréteaux du boulevard du Temple, un costume bas-normand composé d’une culotte jaune, de bas chinés, d’une veste rouge, d’une perruque filasse et d’un petit chapeau à cornes sur lequel était fixé un papillon. «Bobèche était un type original, a dit un chroniqueur[Qui ?], tenant le milieu entre Janot et Jocrisse, ces deux excellentes créations de Volanges et de Brunet. Il avait le visage assez distingué, l’air timide, mais de cette timidité narquoise qui décèle ce que l’on appelle un niais de Sologne, c’est-à-dire un gars rusé, finement bonasse et matois… Je vois encore son œil à demi fermé, son sourire caustique, sa lèvre inférieure se relevant aussitôt pour donner à sa physionomie un air candide et étonné. Il y avait un comédien sous cette veste rouge et sous ce chapeau gris, à cornes, surmonté d’un papillon !… » Cet admirable Jocrisse était si naïf, si malheureux, si étonné dont les calembredaines balourdes, qui n’étaient pas sans quelque fond de raillerie, faisaient le bonheur du populaire des boulevards, était toujours si nouveau, il se mêlait avec tant de bonheur aux plus terribles événements politiques de son temps, il avait des formules si heureuses et si nettes, pour juger les hommes et les choses ; il remplaçait si bien la liberté de la presse dont il était le seul et le courageux représentant, qu’il était impossible, même aux esprits les plus distingués, de ne pas se plaire à ses saillies toujours renouvelées, souvent burlesques, quelquefois éloquentes, à sa malice sans fiel, à sa grâce sans art ; facile et fugitive conversation d’un bouffon qu’on aime, et qui parle d’autant plus volontiers avec son auditoire, qu’il l’amusait gratis aux bagatelles de la porte. L’esprit fin et mordant qu’il cachait sous la niaiserie obligée de son emploi lui attirait parfois des désagréments avec la police. Ses lazzis étaient répétés partout. « On prétend que le commerce ne va pas, dit-il un jour dans ses parades. J'avais trois chemises : j'en ai déjà vendu deux ! »
Le sang-froid de Bobèche était inimitable ; il n’aurait pas ri quand bien même on l’aurait fait maréchal de France : c’était un bouffon sérieux, de la bonne qualité des bouffons. Il devint une des célébrités de Paris, et non seulement il était chéri de son public ordinaire, mais les plus grands salons se l’arrachaient. Il n’y avait pas de belle fête dans le grand monde si Bobèche n’y venait débiter ses sornettes avec son compère Galimafré. 
C’était à l’époque du Premier Empire, et Bobèche, dans ses plaisanteries un peu salées, avait jusqu’à un certain point son franc-parler, la censure à ce moment ne s’occupant guère de ce qui ne touchait pas à la politique. Il en profitait pour donner l’essor à sa malice, moins naïve qu’elle ne le voulait paraître, et pour mêler à ses coq-à-l’âne, à ses calembours les plus ahurissants, des réflexions bouffonnes qui excitaient les gros rires de ses auditeurs. Ces plaisanteries se présentaient toujours sous forme de dialogue avec son compère.
L’un et l’autre avaient tant de succès, surtout quand ils jouaient ensemble, qu’ils allongeaient démesurément leurs parades et que le commissaire dut s’en plaindre plus d’une fois, à cause de l’encombrement qu’elles produisaient sur le boulevard, où la circulation s’en trouvait interrompue. Et au milieu des amateurs habituels, des partisans ordinaires des deux pitres, on voyait souvent de fins lettrés comme Nodier, de grands comédiens comme Monvel, qui venaient les entendre et les voir avec un véritable plaisir.
Plus l’Empire allait de victoire en victoire, plus Bobèche était grave et calme. Représentant à merveille la partie de la société se composant de goguenards de sang-froid, il était le favori des intelligences les plus avancées, et l’on cite tel homme d’État de l’Empereur qui dans les affaires les plus importantes, commençait sa journée par Bobèche qui, se voyant le seul homme qui ait osé faire de l’opposition sous l’Empereur, conçut l’idée de se faire tout de bon un comédien et changea ses planches en plein vent contre une place de directeur de théâtre à Rouen.
Son métier de paradiste n’empêchait pas Bobèche d’être bon patriote. «En 1814, a dit un de leurs historiens, quand les troupes alliées attaquèrent les buttes Chaumont, Bobèche et Galimafré, postés derrière une barricade de la rue de Meaux prouvèrent, un fusil à la main, que les paillasses du boulevard savaient, à l’occasion, faire autre chose que des grimaces.»
Bobèche s’établit à Bordeaux, mais son succès se tarit,. En 1837, Le Monde dramatique écrit qu'« il est mort depuis longtemps et repose au cimetière du Père-Lachaise, où l'on peut voir son tombeau avec cette inscription : Mardelard  [sic], dit Bobèche, roi de la farce, inventeur des queues rouges, mort dans l'exercice de ses fonctions, regretté sincèrement par sa famille, s'il en avait, et les nombreux amis de la gaîté française ». Mais par une lettre envoyée le 15 juillet de Toulouse, écrite phonétiquement et reproduite dans ce même journal, Mandelard réfute ces informations. Son ancien compagnon Galimafré affirme plus tard ne plus avoir eu de ses nouvelles après 1840 ou 1841.

## Postérité
Non seulement on a imprimé quelques-unes des parades de Bobèche et Galimafré, mais l’un et l’autre ont été mis à diverses reprises à la scène tellement leurs types étaient devenus populaires, avec Bobêche et Galimafré, vaudeville-parade en trois actes, par Théodore et Hippolyte Cogniard.

## Sources
- Jules Janin, Histoire de la littérature dramatique, Paris, Michel Lévy Frères, t. 2, 1853, p. 245 sq.
- Arthur Pougin, Dictionnaire historique et pittoresque du théâtre et des arts qui s’y rattachent, Paris, Firmin-Didot, 1885, p. 105-107
- Henry Lyonnet, Dictionnaire des comédiens français, ceux d'hier : biographie, bibliographie, iconographie, Genève, Bibliothèque de la Revue universelle internationale illustrée, 1912, p. 177-179